# Дослідження репозиціонування ліків COVID-19
Репозиціонування лікарських засобів (також відоме як перепрофілювання, перепрофілювання, перестановка завдань або терапевтичне перемикання) - це перепрофілювання затвердженого препарату для лікування іншого захворювання або стану здоров'я, ніж те, для якого він був спочатку розроблений. Це один із напрямків наукових досліджень, який ведеться для розробки безпечних та ефективних методів лікування COVID-19. Інші напрями досліджень включають розробку вакцини проти COVID-19 та переливання плазми для одужуючих.
Декілька існуючих противірусних препаратів, які раніше були розроблені або використовувалися для лікування важкого гострого респіраторного синдрому (SARS), близькосхідного респіраторного синдрому (MERS), ВІЛ/СНІДу та малярії, були досліджені як потенційні засоби лікування COVID-19, а деякі з них пройшли клінічні випробування.
У своїй заяві в журналі Nature Biotechnology у лютому 2020 року керівник відділу вірусної екології Національного інституту охорони здоров'я США Вінсент Мюнстер сказав: "Загальна геномна схема, загальна кінетика реплікації та біологія вірусів MERS, SARS і [SARS-CoV- дуже схожі націлених на відносно загальні частини цих коронавірусів, є логічним кроком.

## Моноклональні антитіла
Моноклональні антитіла, які досліджуються щодо повторного застосування, включають анти-IL-6 агенти (тоцилізумаб) і анти-IL-8 (BMS-986253). (Це відбувається паралельно з новими препаратами моноклональних антитіл, розробленими спеціально для COVID-19).
Маврилюмумаб - це людське моноклональне антитіло, яке пригнічує рецептор людського гранулоцитарно-макрофагального колонієстимулюючого фактора (GM-CSF-R). Його вивчали, щоб з'ясувати, чи може він покращити прогноз для пацієнтів із пневмонією COVID-19 та системним гіперзапаленням. Одне невелике дослідження показало деякі позитивні ефекти лікування маврилумумабом у порівнянні з тими, хто його не отримував.
У січні 2021 року Національна служба охорони здоров'я Великої Британії випустила керівництво, згідно з яким імуномодулюючі препарати тоцилізумаб і сарилумаб корисні при своєчасному призначенні людям з COVID-19, що надійшли в реанімацію, після дослідження, яке показало зниження ризику смерті на 24%.

### Тоцилізумаб
Тоцилізумаб - це інгібітор інтерлейкіну 6, дозволений до застосування при кількох захворюваннях, включаючи ревматоїдний артрит, гігантоклітинний артеріїт, системний ювенільний ідіопатичний артрит та тяжкий синдром вивільнення цитокінів. Його застосування було вивчено у низці випробувань.
Компанія "Хоффманн-Ля Рош" та ВООЗ провели окремі випробування у важких випадках. 29 липня 2020 року компанія Рош оголосила, що рандомізоване подвійне сліпе дослідження тоцилізумабу для лікування пневмонії у пацієнтів з Covid не показало жодних переваг.
Дослідження REMAP-CAP у Великій Британії показало, що тоцилізумаб був корисний у дорослих з тяжкою формою COVID-19, які були тяжко хворі та отримували респіраторну або серцево-судинну органну підтримку в умовах інтенсивної терапії, коли це було розпочато протягом 24 годин після необхідності органної підтримки. Застосування тоцилізумабу та його місце в терапії було оновлено британським NICE у січні 2021 року.
Він був частиною великого випробування RECOVERY у Великій Британії. Опубліковані результати були розглянуті як остаточні докази, що стосуються суперечок про те, чи слід включати тоцилізумаб у терапію тяжкохворих пацієнтів з COVID-19. Більше 4000 дорослих були рандомізовані на тоцилізумаб або звичайне лікування, що у кілька разів більше, ніж у попередніх рандомізованих дослідженнях, і більшість пацієнтів отримували системні кортикостероїди. Смертність протягом 28 днів становила 31% серед пацієнтів, які отримували тоцилізумаб, та 35% серед пацієнтів, які отримували звичайне лікування (відношення частот 0-85; p=0-0028). Імовірність виписки з лікарні протягом 28 днів також була вищою.
У червні 2021 року Управління з контролю за продуктами та ліками США (FDA) видало дозвіл на екстрене застосування (EUA) тоцилізумабу для лікування COVID-19 у госпіталізованих людей віком двох років і старше, які отримують системні кортикостероїди та потребують додаткового кисню, неінвазив інвазивної механічної вентиляції або екстракорпоральної мембранної оксигенації (ЕКМО)
Станом на серпень 2021 року Європейське агентство з лікарських засобів (EMA) оцінює тоцилізумаб на предмет розширення його застосування для лікування госпіталізованих дорослих з тяжкою формою COVID-19, які вже отримують лікування кортикостероїдами та потребують додаткового кисню або механічної вентиляції (дихання за допомогою апарату ).

## Противірусні засоби
Дослідження зосереджені на повторному призначенні затверджених противірусних препаратів, які раніше були розроблені проти інших вірусів, таких як MERS-CoV, SARS-CoV та вірус Західного Нілу. До них належать фавіпіравір, ремдезивір, рибавірин, тріазавірін та уміфеновір.
Було встановлено, що комбінація артесунат/піронаридин має інгібуючу дію на SARS-CoV-2 у тестах in vitro з використанням клітин Hela. Артесунат/піронаридин продемонстрував пригнічення вірусного титру на 99% і більше через 24 години, при цьому цитотоксичність також була знижена. У препринті, опублікованому в липні 2020 року, повідомляється, що піронаридин та артесунат виявляють противірусну активність проти вірусів SARS-CoV-2 та грипу з використанням клітин епітелію легень людини (Calu-3). Препарат знаходиться у фазі II клінічних випробувань у Південній Кореї та у Південній Африці.
GS-441524 є нуклеозидом ремезивіру ProTide. Було показано, що він лікує кішок, інфікованих котячим інфекційним перитонітом (FIP), котячою формою коронавірусу, з 96% відсотком лікування. Дослідження показали, що навіть при прийомі ремдезивіру GS-441524 є переважним метаболітом, що циркулює в сироватці крові, внаслідок швидкого гідролізу про-ліки ремдезивіру з подальшим дефосфорилюванням. ] Деякі дослідники запропонували використовувати його як лікування COVID-19, відзначаючи легший синтез, відсутність метаболізму першого проходження в печінці, велику гідрофільність та утворення трифосфату в типах клітин незалежно від експресії CES1 та CTSA, ферментів, необхідних для біоактивації ремдезивіру.
Молнупіравір – препарат, розроблений для лікування грипу. Він знаходиться на II фазі випробувань як засіб для лікування COVID-19. У грудні 2020 року вчені повідомили, що противірусний препарат молнупіравір, розроблений для лікування грипу, може повністю придушити передачу SARS-CoV-2 протягом 24 годин у тхорів, у яких передача COVID-19, на їхню думку, дуже схожа на поширення SARS- CoV-2 у популяції молодих дорослих людей.
Ніклозамід був ідентифікований як кандидат у противірусні засоби під час аналізу на виявлення ліків in vitro, проведеного у Південній Кореї.
Інгібітори протеази, спрямовані на протеазу 3CLpro, такі як CLpro-1, GC376 та Rupintrivir, досліджуються та розробляються в лабораторії.
Коронавіруси мають внутрішню стійкість до рибавірину.

### Фавіпіравір
Фавіпіравір – це противірусний препарат, схвалений для лікування грипу в Японії. Є обмежені дані, що свідчать про те, що порівняно з іншими противірусними препаратами фавіпіравір може покращити результати лікування людей з COVID-19, але перш ніж робити будь-які висновки, необхідно провести ретельніші дослідження.
Китайські клінічні випробування в Ухані та Шеньчжені стверджували, що фавіпіравір "явно ефективний". З 35 пацієнтів у Шеньчжені негативний результат був отриманий в середньому за 4 дні, в той час як тривалість хвороби склала 11 днів у 45 пацієнтів, які його не отримували. У дослідженні, проведеному в Ухані на 240 пацієнтах з пневмонією, половина отримувала фавіпіравір, а половина – уміфеновір. Дослідники виявили, що при лікуванні фавіпіравіром пацієнти швидше одужували від кашлю та лихоманки, але при цьому не відбулося змін у кількості пацієнтів у кожній групі, які перейшли на пізніші стадії захворювання, що вимагають лікування з використанням апарату штучної вентиляції легень.
22 березня 2020 року Італія схвалила препарат для експериментального використання проти COVID-19 і почала проводити випробування в трьох регіонах, найбільш схильних до цього захворювання. Італійська фармацевтична агенція нагадала громадськості, що наявні докази на підтримку препарату є мізерними та попередніми.
30 травня 2020 року Міністерство охорони здоров'я Росії схвалило генеричну версію фавіпіравіру під назвою "Авіфавір", яка показала високу ефективність на першому етапі клінічних випробувань.
У червні 2020 року Індія схвалила застосування непатентованої версії фавіправіра під назвою FabiFlu, розробленої компанією Glenmark Pharmaceuticals, для лікування легких та помірних випадків COVID-19.
26 травня 2021 року систематичний огляд виявив на 24% більше шансів на клінічне поліпшення при призначенні препарату в перші сім днів після госпіталізації, але статистично значущого зниження смертності не було в жодній групі, включаючи госпіталізованих пацієнтів та пацієнтів з легкими або помірними симптомами.

### Лопінавір/ритонавір
У березні 2020 року основна протеаза (3CLpro) вірусу SARS-CoV-2 була визначена як мета для постінфекційних препаратів. Фермент необхідний переробки поліпротеїну, що з реплікацією. Щоб знайти фермент, вчені використали геном, опублікований китайськими дослідниками у січні 2020 року, щоб виділити головну протеазу. Інгібітори протеази, схвалені для лікування вірусів імунодефіциту людини (ВІЛ) – лопінавір та ритонавір – мають попередні докази активності проти коронавірусів, SARS та MERS. Як потенційна комбінована терапія вони використовуються разом у двох фазах III проекту "Глобальна солідарність 2020" за COVID-19. Попереднє дослідження у Китаї комбінованого лопінавіру та ритонавіру не виявило жодного ефекту у людей, госпіталізованих у зв'язку з COVID-19.
Одне дослідження лопінавіру/ритонавіру (Калетра), комбінації противірусних препаратів лопінавіру та ритонавіру, дійшло висновку, що "користи не спостерігається". Ці препарати були розроблені для пригнічення ВІЛ реплікації шляхом зв'язування з протеазою. Група дослідників з Університету Колорадо намагається модифікувати препарати, щоб знайти сполуку, яка зв'язуватиметься з протеазою SARS-CoV-2. У науковій спільноті існує критика щодо спрямування ресурсів на перепрофілювання препаратів, спеціально розроблених для лікування ВІЛ/СНІДу, оскільки такі препарати навряд чи будуть ефективними проти вірусу, який не має специфічної протеази ВІЛ-1, на яку вони націлені. ВООЗ включила лопінавір/ритонавір до міжнародного випробування Solidarity.
29 червня головні дослідники британського випробування RECOVERY Trial повідомили про відсутність клінічної користі від застосування лопінавіру-ритонавіру у 1596 осіб, госпіталізованих з тяжкою інфекцією COVID-19, протягом 28 днів лікування.
В опублікованому в жовтні 2020 року дослідженні, присвяченому перевірці схвалених FDA препаратів, спрямованих на білок SARS-CoV-2 spike (S), було висловлено припущення, що поточна незбалансована формула комбінації лопінавіру може фактично перешкоджати блокуючої активності ритонавіру щодо взаємодії -людський ангіотензинперетворюючий фермент-2 (RBD-hACE2), тим самим ефективно обмежуючи його терапевтичний ефект у випадках COVID-19.

### Ремдезивір
Ремдезивір, який продається під торговою назвою Веклурі, є противірусним препаратом широкого спектру дії, розробленим біофармацевтичною компанією Gilead Sciences. Він запроваджується шляхом ін'єкції у вену. Під час пандемії COVID-19 ремдезивір був схвалений або дозволений для екстреного застосування для лікування COVID-19 приблизно у 50 країнах. Оновлені рекомендації Всесвітньої організації охорони здоров'я від листопада 2020 року включають умовну рекомендацію не використовувати ремдезивір для лікування COVID-19.
Ремдезивір був спочатку розроблений для лікування гепатиту С, а потім досліджувався для лікування хвороби, спричиненої вірусом Ебола, та інфекції, спричиненої вірусом Марбург, перш ніж був вивчений як постінфекційне лікування COVID-19.
Найбільш поширеним побічним ефектом у здорових добровольців є підвищення рівня печінкових ферментів у крові (ознака проблем із печінкою). Найбільш поширеним побічним ефектом у людей, які приймають COVID-19, є нудота. Побічні ефекти можуть включати запалення печінки та інфузійну реакцію, що супроводжується нудотою, зниженням артеріального тиску та пітливістю.
Ремдезивір - це проліки, призначені для внутрішньоклітинної доставки монофосфату GS-441524 та подальшої біотрансформації в трифосфат GS-441524, рибонуклеотидний аналог інгібітору вірусної РНК-полімерази.
Управління контролю за продуктами та ліками США (FDA) вважає його препаратом першого класу.
Антипаразитарні препарати
Ідея перепрофілювання препаратів, спрямованих на господаря, для противірусної терапії переживає ренесанс. У деяких випадках дослідження виявили фундаментальні обмеження їхнього використання для лікування гострих РНК-вірусних інфекцій. Серед досліджених антипаразитарних препаратів – хлорохін, гідроксихлорохін, мефлохін, івермектин та атоваквін.

## Антипаразитарні препарати

### Хлорохін та гідроксихлорохін
Цей розділ є уривком із статті "Хлорохін та гідроксихлорохін під час пандемії COVID-19".
Хлорохін та гідроксихлорохін є протималярійними препаратами, які також використовуються проти деяких аутоімунних захворювань. Хлорохін, поряд із гідроксихлорохіном, був раннім невдалим експериментальним методом лікування COVID-19. Вони не є ефективними для запобігання інфекції.
Декілька країн спочатку використовували хлорохін або гідроксихлорохін для лікування осіб, госпіталізованих із COVID-19 (станом на березень 2020 року), хоча препарат не був офіційно схвалений внаслідок клінічних випробувань. З квітня по червень 2020 року існував дозвіл на їх екстрене застосування в США, і вони використовувалися off label для потенційного лікування захворювання. 24 квітня 2020 року, посилаючись на ризик "серйозних порушень серцевого ритму", FDA розмістило попередження про заборону використання препарату для лікування COVID-19 "поза лікарняними умовами або клінічними випробуваннями".
Препарат був скасований як можливий метод лікування інфекції COVID-19, коли довів відсутність користі для госпіталізованих пацієнтів з тяжкою формою захворювання на COVID-19 у міжнародному випробуванні Solidarity та британському випробуванні RECOVERY. 15 червня FDA відкликало дозвіл на його екстрене використання, заявивши, що "більше немає підстав вважати", що препарат ефективний проти COVID-19 або що його переваги переважують "відомі та потенційні ризики". Восени 2020 року Національні інститути охорони здоров'я випустили керівництво.

### Івермектин
In vitro івермектин має противірусну дію проти кількох окремих позитивно-змістових одноланцюгових РНК-вірусів, включаючи SARS-CoV-2. Подальші дослідження показали, що івермектин може пригнічувати реплікацію SARS-CoV-2 у культурі клітин нирок мавпи з IC50 2,2-2,8 мкМ. Однак, виходячи з цієї інформації, для досягнення противірусного ефекту були б потрібні дози, які значно перевищують максимальні, схвалені або безпечно досяжні для застосування у людей. Крім практичних труднощів, такі високі дози не підпадають під поточні дозволи на використання препарату людиною та будуть токсичними, оскільки вважається, що механізм противірусної дії діє за рахунок пригнічення клітинного процесу господаря, зокрема інгібування ядерного транспорту імпортином α/β1. Самолікування висококонцентрованим препаратом, призначеним для коней, призвело до численних госпіталізацій, а передозування може призвести до смерті, можливо через взаємодію з іншими ліками. Для усунення невизначеності, що виникла в результаті попередніх невеликих або неякісних досліджень, станом на червень 2021 року в США та Великій Британії проводяться великомасштабні випробування.
Багато досліджень івермектину для COVID-19 мають серйозні методологічні обмеження, що призводить до дуже низької достовірності доказів. У результаті кілька організацій публічно заявили, що докази ефективності проти COVID-19 слабкі. У лютому 2021 року компанія Merck, розробник препарату, виступила із заявою, в якій йдеться про те, що немає переконливих доказів ефективності івермектину проти COVID-19, і що спроби такого застосування можуть бути небезпечними. У Посібнику з лікування COVID-19 Національного інституту охорони здоров'я США говориться, що дані з івермектину занадто обмежені, щоб можна було дати рекомендацію за або проти його застосування. У Великій Британії національна консультативна група з терапії COVID-19 визначила, що доказова база та правдоподібність івермектину як засіб лікування COVID-19 є недостатніми для проведення подальших досліджень.
Івермектин не схвалений Управлінням з контролю за продуктами та ліками США (FDA) для використання у лікуванні будь-якого вірусного захворювання та не дозволений для використання у лікуванні COVID-19 у Європейському Союзі. Вивчивши дані з івермектину, Європейське агентство з лікарських засобів (EMA) заявило, що "існуючі дані не підтримують його використання для лікування COVID-19 поза добре спланованими клінічними випробуваннями". ВООЗ також заявила, що івермектин не слід використовувати для лікування COVID-19, крім клінічних випробувань. Бразильське агентство з питань охорони здоров'я, Бразильське товариство інфекційних хвороб та Бразильське торакальне товариство випустили заяви з рекомендаціями не використовувати івермектин для профілактики або лікування ранньої стадії COVID-19.
Дезінформація, зниження рівня довіри та почуття безвиході у зв'язку зі зростанням кількості випадків захворювання та смертності призвели до збільшення використання івермектину в Центральній та Східній Європі, Латинській Америці та Південній Африці. У багатьох із цих країн, де не було отримано офіційного дозволу на застосування препарату, також розвинувся чорний ринок.
Вірусна дезінформація у соціальних мережах про івермектин привернула особливу увагу у Південній Африці, де група противників вакцинації під назвою "Південна Африка має право на івермектин" лобіювала надання препарату за рецептом. Інша група, "Ivermectin Interest Group", розпочала судовий розгляд проти Південноафриканського управління з регулювання медичних товарів (SAHPRA), внаслідок чого було надано дозвіл на використання препарату зі співчуття. У квітні 2021 SAPHRA заявило: "В даний час немає затверджених методів лікування інфекції COVID-19".
Незважаючи на відсутність високоякісних доказів, що свідчать про будь-яку ефективність, та рекомендацій щодо зворотного, уряди деяких країн дозволили його використання не за призначенням для профілактики та лікування COVID-19. До країн, які дали офіційний дозвіл на застосування івермектину, належать Чехія, Словаччина, Мексика, Перу (пізніше скасовано), Індія (пізніше скасовано) та колумбійське місто Калі.

## Антикоагулянты
Для лечения были предложены препараты, предотвращающие свертывание крови, а антикоагулянтная терапия низкомолекулярным гепарином, по-видимому, связана с лучшими исходами при тяжелой форме COVID-19 с признаками коагулопатии (повышенный D-димер). В Италии было протестировано несколько антикоагулянтов, при этом низкомолекулярный гепарин широко использовался для лечения пациентов, что побудило Итальянское агентство по лекарственным средствам опубликовать руководство по его применению.
Ученые выявили способность гепарина связываться с белком spike вируса SARS-CoV-2, нейтрализуя его, и предложили препарат в качестве возможного противовирусного средства.
14 апреля в Италии было объявлено о проведении многоцентрового исследования на 300 пациентах по изучению применения эноксапарина натрия в профилактических и терапевтических дозах.
Антикоагулянт дипиридамол предложен в качестве средства для лечения COVID-19, и в настоящее время проводится клиническое исследование.

## Імунодепресанти
Станом на липень 2021 року Європейське агентство з лікарських засобів (EMA) оцінює заявку на розширення застосування анакінри (Кінерет) для лікування COVID-19 у дорослих з пневмонією, які піддаються ризику розвитку тяжкої дихальної недостатності (нездатність легень працювати належним чином).

## Інтерферони
Препарати з імуномодулюючою дією, які можуть бути корисними при лікуванні COVID-19, включають інтерферони I типу, такі як інтерферон-β, пегінтерферон альфа-2a та -2b.
ІФН-β 1b у відкритому рандомізованому контрольованому дослідженні в комбінації з лопінавіром/ритонавіром та рибавірином значно знижує вірусне навантаження, полегшує симптоми та знижує цитокінову відповідь порівняно з лопінавіром/ритонавіром. <Lancet 2020;395(10238):1695-1704> ІФН-β буде включений у міжнародне випробування Solidarity у комбінації з препаратами проти ВІЛ - лопінавіром та ритонавіром. а також REMAP-CAP Фінська біотехнологічна фірма Faron Pharmaceuticals продовжує розробку ІНФ-бета для лікування ОРДС та бере участь у світових ініціативах проти COVID-19, включаючи випробування Solidarity. Британська біотехнологічна фірма Synairgen почала проводити випробування ІФН-β, препарату, який спочатку був розроблений для лікування ХОЗЛ.

## Стероїди

### Дексаметазон
Дексаметазон – це кортикостероїдний препарат, що застосовується при різних захворюваннях, таких як ревматичні проблеми, шкірні захворювання, астма та хронічна обструктивна хвороба легень. Багатоцентрове рандомізоване контрольоване дослідження дексаметазону при лікуванні гострого респіраторного дистрес-синдрому (ОРДС), опубліковане у лютому 2020 року, показало зниження потреби у механічній вентиляції та смертності. Дексаметазон допомагає лише людям, які потребують додаткового кисню. Після аналізу семи рандомізованих досліджень ВООЗ рекомендує використовувати системні кортикостероїди у посібниках з лікування людей з тяжкими чи критичними захворюваннями та не застосовувати їх у людей, які не відповідають критеріям тяжкого захворювання.
16 червня дослідження RECOVERY Оксфордського університету опублікувало прес-реліз, в якому повідомлялося про попередні результати, згідно з якими препарат може знизити смертність приблизно на третину в учасників, що знаходяться на апаратах штучної вентиляції легень, і приблизно на одну п'яту в учасників, що знаходяться на кисні; він не приніс користі пацієнтам, які не потребують респіраторної підтримки. Дослідники підрахували, що лікування дексаметазоном 8 пацієнтів на апаратах штучної вентиляції легень урятувало одне життя, а лікування 25 пацієнтів на кисні врятувало одне життя. Декілька експертів закликали до якнайшвидшої публікації повного набору даних для більш широкого аналізу результатів. Препринт був опублікований 22 червня, а стаття, що рецензується, з'явилася 17 липня.
На підставі цих попередніх результатів Національні інститути охорони здоров'я США (NIH) рекомендували лікування дексаметазоном пацієнтам з COVID-19, які перебувають на механічній вентиляції або потребують додаткового кисню, але не перебувають на механічній вентиляції. NIH не рекомендує використовувати дексаметазон у пацієнтів із COVID-19, яким не потрібний додатковий кисень. У липні 2020 року Всесвітня організація охорони здоров'я (ВООЗ) заявила, що знаходиться в процесі оновлення рекомендацій з лікування, щоб включити дексаметазон або інші стероїди.
Американське товариство інфекційних хвороб (IDSA) пропонує використовувати глюкокортикоїди для пацієнтів з тяжкою формою COVID-19; під тяжкою формою розуміються пацієнти з насиченням киснем (SpO2) ≤94% на кімнатному повітрі, а також ті, хто потребує додаткового кисню, механічної вентиляції або екстракорпоральної мембранної оксигенації (ЕКМО). IDSA не рекомендує використовувати глюкокортикоїди для пацієнтів з COVID-19 без гіпоксемії, яка потребує додаткового кисню.
У липні 2020 року Європейське агентство з лікарських засобів (EMA) розпочало вивчення результатів дослідження RECOVERY, в якому використовувався дексаметазон у лікуванні пацієнтів із COVID-19, які надійшли до стаціонару, щоб дати висновок за результатами. Особлива увага була приділена потенційному використанню препарату для лікування дорослих пацієнтів із COVID-19.
У вересні 2020 року ВООЗ випустила оновлений посібник із застосування кортикостероїдів для лікування COVID-19. ВООЗ рекомендує використовувати системні кортикостероїди замість відсутності системних кортикостероїдів для лікування людей з тяжкою та критичною формою COVID-19 (настійна рекомендація, що ґрунтується на доказах помірної достовірності). ВООЗ пропонує не використовувати кортикостероїди при лікуванні людей з легкою формою COVID-19 (умовна рекомендація, що ґрунтується на доказах низького ступеня достовірності).
У вересні 2020 року ВООЗ випустила оновлений посібник із застосування кортикостероїдів для лікування COVID-19. ВООЗ рекомендує використовувати системні кортикостероїди замість відсутності системних кортикостероїдів для лікування людей з тяжкою та критичною формою COVID-19 (настійна рекомендація, що ґрунтується на доказах помірної достовірності). ВООЗ пропонує не використовувати кортикостероїди при лікуванні людей з легкою формою COVID-19 (умовна рекомендація, що ґрунтується на доказах низького ступеня достовірності).
У вересні 2020 року Європейське агентство з лікарських засобів (EMA) схвалило застосування дексаметазону у дорослих та підлітків (від дванадцяти років та вагою не менше 40 кілограмів (88 фунтів)), які потребують додаткової кисневої терапії. Дексаметазон можна приймати через рот або вводити у вигляді ін'єкції або інфузії (крапельниці) у вену.

### Гідрокортизон
У вересні 2020 року мета-аналіз, опублікований Робочою групою ВООЗ зі швидкої оцінки доказів для терапії COVID-19 (REACT), визнав гідрокортизон ефективним у зниженні смертності тяжкохворих пацієнтів із COVID-19 порівняно зі звичайним лікуванням або плацебо.
Застосування кортикостероїдів може спричинити тяжкий і смертельно небезпечний синдром "гіперінфекції" у людей зі стронгілоїдозом, який може бути основним захворюванням у населення, яке піддається впливу паразиту Strongyloides stercoralis. Цей ризик може бути знижений шляхом попереднього застосування івермектину перед лікуванням стероїдами.

### Будесонід
Встановлено, що застосування цього інгаляційного стероїду на ранніх стадіях інфекції COVID-19 знижує ймовірність необхідності термінової медичної допомоги та скорочує час одужання. Нині проводяться додаткові дослідження. У квітні 2021 року будесонід схвалено владою Великої Британії для використання не за призначенням для лікування COVID-19 на індивідуальній основі.

### Інші
Циклесонід, інгаляційний кортикостероїд для лікування астми, був ідентифікований як кандидат у противірусні препарати під час аналізу in vitro, проведеного у Південній Кореї. Він був використаний для лікування досимптоматичних пацієнтів із COVID-19 і в даний час проходить клінічні випробування.

## Вітаміни

### Вітамін C
Доповнення мікроелементами, включаючи вітамін С, було запропоновано як частину підтримуючого лікування COVID-19, оскільки рівні вітаміну С у сироватці та лейкоцитах виснажуються у гострій стадії інфекції через підвищені метаболічні потреби. Вивчалося застосування високих доз вітаміну С внутрішньовенно. За даними сайту ClinicalTrials.gov, існує щонайменше 34 поточні клінічні дослідження, що включають вітамін С, які завершили або набирають людей, госпіталізованих і тяжкохворих з COVID-19.

### Вітамін D
Під час пандемії COVID-19 виник інтерес до статусу вітаміну D і добавок, враховуючи значний збіг факторів ризику тяжкої форми COVID-19 та дефіциту вітаміну D. D особливо часто зустрічається у цих групах.
У липні 2020 року в Посібнику з лікування COVID-19 Національних інститутів охорони здоров'я (NIH) було заявлено, що "немає достатніх даних, щоб рекомендувати або не рекомендувати використання вітаміну D для профілактики або лікування COVID-19".
Загальна рекомендація розглянути можливість прийому добавок вітаміну D, особливо з огляду на рівень дефіциту вітаміну D у західних популяціях, було повторено. Станом на лютий 2021 року англійський Національний інститут охорони здоров'я та якості обслуговування (NICE) продовжував рекомендувати невеликі дози додаткового вітаміну D для людей з низьким рівнем сонячного світла, але рекомендував лікарям не пропонувати добавки вітаміну D виключно для профілактики або лікування COVID-19, крім як у межах клінічних випробувань.
У численних дослідженнях повідомлялося про зв'язок між попереднім дефіцитом вітаміну D та тяжкістю захворювання. Декілька систематичних оглядів та мета-аналізів цих досліджень показали, що дефіцит вітаміну D може бути пов'язаний з більш високою ймовірністю зараження COVID-19, і чітко продемонстрували наявність значних асоціацій між дефіцитом та більшим тяжкістю захворювання, включаючи відносне підвищення рівня госпіталізації та смертності приблизно на 80 %. Якість деяких включених досліджень і те, чи це демонструє причинно-наслідковий зв'язок, було поставлено під сумнів.
В даний час проводяться або вже завершені численні клінічні випробування щодо оцінки застосування перорального вітаміну D та його метаболітів, таких як кальцифедіол, для профілактики або лікування інфекції COVID-19, особливо у людей з дефіцитом вітаміну D.
Вплив перорального прийому вітаміну D на необхідність госпіталізації у відділення інтенсивної терапії (ТІТ) та смертність серед госпіталізованих пацієнтів із COVID-19 був предметом мета-аналізу. У пацієнтів, які отримували добавки вітаміну D, частота госпіталізації у відділення інтенсивної терапії була значно нижчою, ніж у пацієнтів, які не отримували добавки (p<0,0001). У цьому мета-аналізі не виявили значного впливу на смертність. Достовірність цих аналізів обмежена гетерогенністю досліджень, що включають як вітамін D3 (холекальциферол), так і кальцифедіол, але ці результати вказують на потенційну роль у покращенні тяжкості COVID-19, при цьому для підтвердження будь-якого впливу на смертність потрібні надійніші дані.
Кальцифедіол, який є 25-гідроксивітаміном D, активується швидше і використовувався в декількох випробуваннях. Огляд опублікованих результатів дозволяє припустити, що прийом кальцифедіолу може чинити захисну дію на ризик госпіталізації у відділення інтенсивної терапії у пацієнтів із COVID-19.

## Інші
Форма ангіотензин-перетворюючого ферменту 2. В даний час проводиться дослідження II фази за участю 200 пацієнтів, які будуть набрані з тяжких, госпіталізованих випадків у Данії, Німеччині та Австрії, щоб визначити ефективність лікування.
Деякі антибіотики, які були визначені як потенційно придатні для повторного використання як лікування COVID-19, включаючи тейкопланін, оритаванцин, далбаванцин, моненсин та азитроміцин. Штат Нью-Йорк розпочав випробування антибіотика азитроміцину 24 березня 2020 року.
31 липня 2020 року Управління з контролю за продуктами та ліками США (FDA) дозволило компанії Revive Therapeutics приступити до проведення рандомізованого, подвійного сліпого, плацебо-контрольованого підтверджуючого протоколу III фази клінічних випробувань для оцінки безпеки та ефективності протиревматичного препарату буциламін у пацієнтів формою COVID-19.
Пероральний JAK-інгібітор барицитиніб також вивчається для лікування COVID-19. У листопаді 2020 року FDA видало дозвіл на екстрене застосування барицитинібу для лікування деяких людей, госпіталізованих з підозрою або підтвердженням COVID-19 (зокрема, дорослих та дітей віком двох років і старше, які потребують додаткового кисню, механічної вентиляції або ЕКМО), але тільки у поєднанні з ремдевіром. В одному клінічному дослідженні було показано, що ця комбінована терапія має невеликий, але статистично значущий вплив на результати лікування пацієнтів порівняно із застосуванням ремдезивіру. У квітні 2021 року Європейське агентство з лікарських засобів (EMA) розпочало оцінку розширеного застосування барицитинібу для лікування COVID-19 у госпіталізованих пацієнтів у віці десяти років і старше, яким потрібний додатковий кисень. У липні 2021 року FDA переглянуло США на барицитиніб, дозволивши тепер тільки його застосування для лікування COVID-19 у госпіталізованих пацієнтів віком двох років і старше, які потребують додаткового кисню, неінвазивної або інвазивної механічної вентиляції або екстракорпоральної мембранної оксигенації. Згідно з переглянутим EUA, барицитиниб більше не потрібно призначати разом з ремдезивіром.
У 2021 році важливість повторного призначення лікарських засобів для COVID-19 призвела до створення терапевтичних засобів широкого спектру дії. Препарати широкого спектра впливу ефективні проти кількох типів патогенів. Такі препарати були запропоновані як потенційні засоби екстреної допомоги при майбутніх пандеміях.
Досліджуються антагоністи гістамінових H2-рецепторів. Циметидин був запропонований як лікування COVID-19. Фамотидин був запропонований як засіб лікування COVID-19, і в даний час проводиться клінічне дослідження.
Дослідники з Монреальського інституту серця в Канаді вивчають роль колхіцину у зменшенні запалення та легеневих ускладнень у пацієнтів, які страждають на легкі симптоми COVID-19. У дослідженні, названому COLCORONA, беруть участь 6000 дорослих 40 років і старше, у яких діагностовано COVID-19 та спостерігаються легкі симптоми, які не потребують госпіталізації. Жінки, які були вагітні, годували грудьми або не використовували ефективні методи контрацепції, не брали участі у дослідженні. Результати дослідження сприятливі, але непереконливі.
Фенофібрат та безафібрат були запропоновані для лікування загрозливих для життя симптомів COVID-19. Фенофібрат також знизив маркери тяжкого прогресуючого запалення у госпіталізованих пацієнтів із COVID-19 протягом 48 годин після лікування в ізраїльському дослідженні. Він показав надзвичайно перспективні результати, втрутившись у процес розмноження коронавірусу.
У Великій Британії розпочато дослідження під назвою "Liberate" для визначення ефективності ібупрофену у зниженні тяжкості та прогресування пошкодження легень, що призводить до утруднення дихання у пацієнтів із COVID-19. Випробувані повинні отримати три дози спеціальної формули препарату – ліпідного ібупрофену – на додаток до звичайного лікування.
Клінічне когортне дослідження, проведене в Бразилії, показало, що пацієнти COVID-19, які нещодавно отримали вакцину проти грипу, потребували меншої інтенсивної терапії, менш інвазивної респіраторної підтримки і рідше вмирали.
наноФенретинід - це фенретинід розміром з наночастинку та перепрофільований онкологічний препарат, схвалений для застосування у клініці для лікування лімфоми. Він був ідентифікований як противірусний препарат-кандидат під час аналізу in vitro, проведеного у Південній Кореї. Клінічний профіль безпеки фенретиніду також робить його ідеальним кандидатом у комбінованих схемах.
Силденафіл, більш відомий під торговою маркою Віагра, пропонується засобом для лікування COVID-19, і в даний час проводиться клінічне дослідження III фази.